# Osse (Doubs)
Osse – miejscowość i gmina we Francji, w regionie Burgundia-Franche-Comté, w departamencie Doubs.
Według danych na rok 1990 gminę zamieszkiwało 267 osób, a gęstość zaludnienia wynosiła 33 osoby/km² (wśród 1786 gmin Franche-Comté Osse plasuje się na 482. miejscu pod względem liczby ludności, natomiast pod względem powierzchni na miejscu 558.).